# Ten (album de Pearl Jam)
Ten este albumul de debut al formației americane de rock alternativ Pearl Jam, lansat pe data de 27 august, 1991 cu Epic Records.

## Lista pieselor
Toate versurile sunt scrise de Eddie Vedder. 
| Nr.             | Titlu           | Muzică                                                        | Lungime |  |
| 1.              | „Once”          | Stone Gossard                                                 | 3:51    |  |
| 2.              | „Even Flow”     | Stone Gossard                                                 | 4:53    |  |
| 3.              | „Alive”         | Stone Gossard                                                 | 5:41    |  |
| 4.              | „Why Go”        | Jeff Ament                                                    | 3:20    |  |
| 5.              | „Black”         | Stone Gossard                                                 | 5:43    |  |
| 6.              | „Jeremy”        | Jeff Ament                                                    | 5:18    |  |
| 7.              | „Oceans”        | Stone Gossard, Jeff Ament, Vedder                             | 2:42    |  |
| 8.              | „Porch”         | Vedder                                                        | 3:30    |  |
| 9.              | „Garden”        | Stone Gossard, Jeff Ament                                     | 4:59    |  |
| 10.             | „Deep”          | Stone Gossard, Jeff Ament                                     | 4:18    |  |
| 11.             | „Release[I]”    | Stone Gossard, Jeff Ament, Dave Krusen, Mike McCready, Vedder | 9:05    |  |
| Lungime totală: | Lungime totală: | Lungime totală:                                               | 53:20   |  |